# PalaRescifina
Il palazzetto dello sport Giuseppe Rescifina, chiamato in precedenza PalaSanFilippo, è un impianto sportivo della città di Messina.
Inaugurato nel 2000, la struttura ha ospitato le gare interne della Pallacanestro Messina maschile, prima nel campionato di Legadue poi in quello di Serie A nell'annata 2003-04, al termine della quale il club peloritano è scomparso per problemi economici. Anche la Rescifina Messina, squadra di pallacanestro femminile, vi disputò due tornei di A1 negli anni 2000/2002 prima di ripartire dalle serie inferiori.
Il PalaRescifina tuttavia è utilizzato anche per altre discipline, quali pallavolo, pallamano, calcio a 5, oltre che per concerti.
L'impianto è ubicato presso l'area di San Filippo, da cui il palasport prese inizialmente il nome. A breve distanza sorge lo stadio San Filippo-Franco Scoglio, l'attuale stadio cittadino principale, e l'omonimo svincolo della tangenziale di Messina.
Il 17 novembre 2003 il consiglio comunale messinese ha approvato l'intitolazione del palazzetto a Giuseppe Rescifina.
Nell'estate 2007 la capienza è stata abbassata da 5 500 a 4 000 unità, per uniformarsi ai provvedimenti del decreto Pisanu. Nel 2023, a seguito dell'agibilità ottenuta, la capienza è stata riportata a 5500 + 2000 nelle aree in piedi.